# فورتوناتو أريولا
فورتوناتو أريولا (بالإنجليزية: Fortunato Arriola)‏ هو رسام أمريكي، ولد في 1827 في Cosalá ‏ في المكسيك، وتوفي في 1872.